# Valvoreussella
Valvoreussella es un género de foraminífero bentónico de la subfamilia Pseudogaudryininae, de la familia Pseudogaudryinidae, de la superfamilia Textularioidea, del suborden Textulariina y del orden Textulariida. Su especie tipo es Verneuilina bronni. Su rango cronoestratigráfico abarca desde el Turoniense hasta el Campaniense (Cretácico superior).

## Clasificación
Valvoreussella incluye a las siguientes especies:
- Valvoreussella bronni